# Mystacides leucopterus
Mystacides leucopterus är en nattsländeart som beskrevs av Mclachlan 1884. Mystacides leucopterus ingår i släktet Mystacides och familjen långhornssländor. Inga underarter finns listade i Catalogue of Life.